# Mårten Jansson
Per Mårten Evert Jansson, född i Uppsala 25 oktober 1965, är en svensk kompositör och kördirigent. Han är utbildad i musikvetenskap och musikpedagogik vid Uppsala Universitet och Kungliga Musikhögskolan, är medlem i Föreningen Svenska Tonsättare och genomgår för närvarande (2020) doktorandutbildning för professor Paul Mealor vid University of Aberdeen.
Mårten Jansson skriver framför allt sakral körmusik. Hans musik har fått stor internationell uppskattning och uppförs över hela världen. Det mesta av hans musik ges ut av det välrenommerade tyska musikförlaget Bärenreiter, som specialiserar sig på att ge ut kompletta verk av utvalda kompositörer.
Mårten Jansson säger själv att han föredrar vacker musik framför atonal musik. Hans musik är laddad med känslor och har beskrivits som nyromantisk, med svepande melodiska linjer, öppna ackord och expressiva dissonanser. Texten väljs med omsorg, och Jansson har ett nära samarbete med den välkände amerikanske poeten Charles Anthony Silvestri.
2018 arrangerade musikförlaget Bärenreiter en körtävling där körer från hela världen skickade videoinspelningar där de framförde Mårten Janssons körverk Maria (IV). Inspelningarna bedömdes av en internationell panel och första pris var att Mårten Jansson skulle skriva ett nytt körverk speciellt för den vinnande kören.

## Verk i urval
- Missa Popularis (2015) för blandad kör och stråkorkester. Noter utgivna av Bärenreiter. Inspelat på CD:n ”Mårten Jansson Choral Works” 2017 av den brittiska kören Chantage och stråkensemblen Classical PopUp under ledning av James Davey. Verket presenterar de fem vanligast tonsatta liturgiska texterna på latin med musik som inspirerats av svensk folkmusik.[5]
- Requiem Novum – A Response of Hope and Wonder (2019) för blandad kör, orkester och sopransolist. Verket bygger på den romersk-katolska dödsmässans latinska texter tillsammans med nyskrivna texter av Charles Anthony Silvestri. Verket uruppfördes i Uppsala Domkyrka den 26 januari 2020 med sopranen Sara Brimer Davey, tidigare första sopran i Swingle Singers, som sångsolist.[7]
- An Elemental Elegy (2019) för blandad kör. Beställningsverk med originaltext av Charles Anthony Silvestri, till den engelska vokalgruppen VOCES8:s 15-årsjubileums-CD After Silence VCM126. Verket beskriver naturens skönhet, rädslan att den skall förstöras men mer än det tron på att moder natur övervinner de skador vi tillfogat henne.[2][8]